# Nakkila
Nakkila es un municipio de Finlandia.
Se localiza en la provincia de Finlandia Occidental y es parte de la región de Satakunta. El municipio cuenta con una población de 5.666 (30 de junio de 2015) y cubre una área de 184.88 km² de la cual 1.97 km² es agua. La densidad de población es de 30.98 habitantes por cada km². Hay dos recorridos importantes en Nakkila, la iglesia y el estudio de película Villilä, conocido como el "Hollywood de Finlandia".
El municipio es monolingüe y su idioma oficial es el finés. El nombre Nackeby era utilizado antiguamente en Suecia.

## Política
Resultados de las Elecciones parlamentarias de Finlandia de 2011, en Nakkila:
- Alianza de la Izquierda 22.1%
- Verdaderos Finlandeses 19.1%
- Partido del Centro  18.5%
- Partido Socialdemócrata 17.7%
- Coalición Nacional  15.9%
- Liga Verde  3.2%
- Demócratas Cristianos  3.2%
- Otros partidos 0.3%

## Ciudades hermanadas
Nakkila está hermandado con:
- Boksitogorsk, Óblast de Leningrado, Rusia